# Michale Graves
Michale Graves, pseudonimo di Michael Emanuel (Dumont, 21 marzo 1975), è un cantautore statunitense della scena punk rock americana, noto per essere stato il cantante dei Misfits tra gli anni 1997 e 2001.

## Biografia
Graves stava registrando un demo con la sua band Mopes in Lodi (New Jersey), quando l'ingegnere Bob Alecca gli disse che i Misfits stavano sostenendo un'audizione per trovare il nuovo cantante. Michale non aveva ascoltato mai prima di quel momento una canzone dei Misfits, così, per partecipare comprò Collection I. Il batterista dei Misfits, Dr. Chud, prese subito in simpatia il giovane Michale e divennero buoni amici. 
Mike canta negli album dei Misfits: American Psycho, Famous Monsters e fa il backing vocals sui singoli del 1999 Monster Mash e Cuts from the Crypt.
Collaborò inoltre scrivendo moltissimi ottimi pezzi quali "Dig Up Her Bones", "Saturday Night", "This Island Earth", "Fiend without a Face", "Shining", "The Haunting", "Witch Hunt", e "Fiend Club", e co-partecipò a molte altre canzoni. 
Durante un'interruzione nel tour nel 2000 Michale Graves e Dr. Chud formarono una band che chiamarono The Lost Boys. Suonarono solo in due show prima dei Misfits. 
Nel primo show la formazione fu la seguente: Michale Graves alla chitarra acustica ed alla voce e Dr. Chud alla batteria e suonarono i pezzi che Michale Graves aveva scritto per i Misfits. Il secondo show fu simile al primo, solo che questa volta la formazione cambiò. Michale Graves sempre alla voce, ma questa volta con chitarra elettrica (un regalo da parte di Doyle nel 1995), Dr. Chud alla batteria e J~Sin Troxin al basso.
Il 25 ottobre del 2000, Michale Graves e Dr. Chud lasciarono i Misfits per incomprensioni con gli altri membri del gruppo ed i due formarono una band e fecero uscire un album, "Web Of Dharma". Durante questo periodo, Michale per un mese circa, fece da cantante momentaneo ai Misfits. Decise di accettare per poter così avere i fondi per il suo nuovo progetto: Graves. Dopo due tour negli Stati Uniti, Mike decise di dar vita al suo progetto. Formò i Gotham Rd assieme a Loki, JV Bastard e Paul Lifeless. Sotto il nome finto di Graves registrarono un demo con di 5 di canzoni di Mike. Tre si trovavano in "Web Of Dharma" e le altre due erano inedite. Dopo pochi mesi decisero di cambiare nome in Gotham Rd, ed incisero un album prima che Michale divenisse un Marines. Il suo ultimo show doveva essere il 31 dicembre 2004.
Lasciato il corpo dei Marines, per fare un album solista, si rivolse alla Horror High Records. Fu così che Mike realizzò il suo album solista di esordio Punk Rock is Dead. L'album fu scritto e registrato insieme ad ul suo amico, Paul Lifeless, in un solo mese. I due registrarono anche il seguito di "Web Of Dharma", chiamato semplicemente "Web Of Dharma 2" che ancora oggi non è in commercio. Dopo altri impegni lavorativi, decise di promuovere il suo album di debutto, Punk Rock Is Dead e fece un tour con Loki, JV Bastard e Matt Johnson.
Più recentemente Michale ha scritto e cantato nell'album The All-Star Sessions fatto da tutte le band della Roadrunner. Lui canta la canzone intitolata "I Don't Wanna Be (A Superhero)".
Nell'agosto del 2005, il chitarrista di Michale lo lascia, così che lui si mette in cerca di un nuovo membro per il suo gruppo. Attualmente fa parte della band J~Sin Trioxin (Mister Monster). Inizialmente la formazione di Graves fu: Trioxin, JV Bastard e Matt Johnson alla batteria.
Nel marzo del 2006, Michale iniziò un tour come supporto per Damien Echols ed i West Memphis Three (cosa che segue tuttora).
Matt Johnson fu sostituito con Quincy Smash.
Attualmente è in tour con i Marky Ramone’s Blitzkrieg.

## Discografia

### Con i Misfits
- 1997 - American Psycho
- 1997 - Dig Up Her Bones
- 1998 - Evilive II
- 1999 - Famous Monsters
- 1999 - Monster Mash
- 2001 - Cuts From The Crypt

### Con i Sardonica
- 1998 - Mummy Made Luv To An Alien

### Con Graves
- 2001 - Web Of Dharma

### Con Gotham Road
- 2003 - Seasons Of The Witch
- 2008 - Seasons Of The Witch

### Con Summer's End
- 2005 - Summer's End

### Con Michale Graves
- 2005 - Punk Rock Is Dead
- 2006 - Return To Earth
- 2007 - Demos and Live Cuts Vol. 1
- 2007 - Web Of Dharma (Re-Issue)
- 2007 - Demos and Live Cuts Vol. II
- 2007 - Illusions
- 2008 - Live! Graves - Demos and Live Cuts Vol. III
- 2013 - Vagabond
- 2014 - Supernatural

### Con la Roadrunner United
- 2005 - The All-Star Sessions